# سیلویا سمرارو
سیلویا سمرارو (ایتالیایی: Silvia Semeraro; ۲ مهٔ ۱۹۹۶) کاراته‌کا زن اهل ایتالیا است. وی در بازی‌های المپیک تابستانی ۲۰۲۰ شرکت کرده‌است.